# Atletisme als Jocs Olímpics d'Estiu de 2024 - Llançament de martell femení
La prova de Llançament de martell femenina d'Atletisme als Jocs Olímpics de París 2024 serà la 7a edició de l'esdeveniment en unes Olimpíades. La prova es disputarà entre el 4 i el 6 d'agost del 2024 a l'Stade de France de París.
La polonesa Anita Wlodarczyk és la vigent campiona de la disciplina olímpica, després de guanyar la medalla d'or als Jocs Olímpics de Tòquio 2020. La medalla de plata la va guanyar la xinesa Wang Zheng i la medalla de bronze fou per la també polonesa Malwina Kopron.
L'equip de Polònia és la selecció més guardonada, amb 4 medalles d'or i 1 de bronze, en les 6 edicions que l'esdeveniment ha estat present als Jocs Olímpics. La llançadora polonesa Anita Wlodarczyk, amb 3 medalles d'or, és l'atleta més guardonada en tota la història de la competició.

## Format
La prova del llançament de martell consisteix en llançar el més lluny possible una bola de metall unida a una empunyadura mitjançant un cable d'acer. La competició començarà amb totes les atletes classificades, competint en 2 grups diferents. Com a mínim 12 atletes passaran a la final. Si aconsegueixen superar la distància de referència passaran directament a la final i si no ho fan, han de quedar entres les 12 posicions més elevades dels dos grups en general. A la final, les 3 atletes que aconsegueixin fer un llançament més llarg, guanyaran les medalles.

## Classificació
Hi ha dues maneres de classificar-se per la prova olímpica. La forma principal és superant la marca estàndard de classificació (que per aquesta edició es troba en els 74 metres), en qualsevol prova organitzada o supervisada per la Federació Internacional d'Atletisme, entre l'1 de juliol de 2023 i el 30 de juny de 2024. Depenent dels llocs que sobrin es podran classificar les atletes que no hagin aconseguit aquesta marca mitjançant les places universals i el rànquing atlètic i fent prevaler la diversitat geogràfica. S'ha de tenir en compte que només es podran classificar un màxim de 3 atletes per país i en cas que sigui superior, cada federació haurà d'escollir les 3 llançadores que consideri per participar en les Olimpíades.
| Mètode de classificació  | Places | País         | Atleta classificada |
| ------------------------ | ------ | ------------ | ------------------- |
| Marca estàndard - 74,00m | 3      | Estats Units |                     |
| Marca estàndard - 74,00m | 3      | Estats Units |                     |
| Marca estàndard - 74,00m | 3      | Estats Units |                     |
| Marca estàndard - 74,00m | 2      | Xina         | Wang Zheng          |
| Marca estàndard - 74,00m | 2      | Xina         | Zhao Jie            |
| Marca estàndard - 74,00m | 2      | Finlàndia    | Silja Kosonen       |
| Marca estàndard - 74,00m | 2      | Finlàndia    | Krista Tervo        |
| Marca estàndard - 74,00m | 1      | Azerbaidjan  | Hanna Skydan        |
| Marca estàndard - 74,00m | 1      | Canadà       | Camryn Rogers       |
| Marca estàndard - 74,00m | 1      | Moldàvia     | Zalina Petrivskaya  |
| Marca estàndard - 74,00m | 1      | Polònia      | Anita Wlodarczyk    |
| Marca estàndard - 74,00m | 1      | Romania      | Bianca Ghelber      |
| Rànquing atlètic         |        |              |                     |
| Places universals        |        |              |                     |

## Medaller històric
| Posició | País       | Or | Argent | Bronze | Total |
| ------- | ---------- | -- | ------ | ------ | ----- |
| 1       | Polònia    | 4  | 0      | 1      | 5     |
| 2       | Cuba       | 1  | 1      | 1      | 3     |
| 3       | Rússia     | 1  | 1      | 0      | 3     |
| 4       | Xina       | 0  | 3      | 1      | 4     |
| 5       | Alemanya   | 0  | 1      | 1      | 2     |
| 6       | Regne Unit | 0  | 0      | 1      | 1     |
| 6       | França     | 0  | 0      | 1      | 1     |